# (5486) 1991 UT2
(5486) 1991 UT2 es un asteroide perteneciente al cinturón de asteroides, descubierto el 31 de octubre de 1991 por Seiji Ueda y el astrónomo Hiroshi Kaneda desde el Kushiro Marsh Observatory, Hokkaido, Japón.

## Designación y nombre
Designado provisionalmente como 1991 UT2.

## Características orbitales
1991 UT2 está situado a una distancia media del Sol de 2,602 ua, pudiendo alejarse hasta 2,768 ua y acercarse hasta 2,436 ua. Su excentricidad es 0,063 y la inclinación orbital 10,19 grados. Emplea 1533,52 días en completar una órbita alrededor del Sol.

## Características físicas
La magnitud absoluta de 1991 UT2 es 12,6. Tiene 7,135 km de diámetro y su albedo se estima en 0,457. 